# Воронкова Валентина Григорівна
Валенти́на Григо́рівна Воронкова́ (нар. 9 листопада 1946 року, Гола Пристань) — вчена-політолог, доктор філософських наук (1992), професор (1994), академік Української академії політичних наук (2002), академік Національної академії наук вищої освіти (2020), відмінник освіти України (1998).

## Біографічні дані
Народилася 9 листопада 1946 року в Голій Пристані.
У 1976 році закінчила Київський університет. З 1979 року працює у Запорізькому індустріальному інституті: асистентом, доцентом, професором кафедри філософії; з 1997 — завідувач кафедри адміністративного менеджменту, з 2003 року — декан факультету менеджменту і фінансів.
У 1996 році стала засновницею кафедри адміністративного менеджменту, яка згодом мала кілька найменувань: управління персоналом; менеджменту; менеджменту організацій та управління проєктами, а з 2022 року — кафедра управління та адміністрування Інженерного навчально-наукового інституту ім. Ю.М. Потебні ЗНУ.

## Наукова робота
Розробляє теоретичні проблеми політичної антропології, гуманістичного менеджменту, філософії управління, муніципального і державного управління.
Авторка та співавторка 750 наукових праць, серед яких монографії, навчальні посібники, статті тощо. Науковий керівник 18 аспірантів, з них 2 доктори наук. Головний редактор збірника наукових праць «Гуманітарний вісник Запорізького державної інженерної академії» з 2000 року; «Humanities Studies» з 2019 року; член редакційних колегій журналів — «Вісник Запорізького національного університету. Економічні науки», «Мультиверсум», «Освітній дискурс».  Брала участь у роботі експертних комісій МОН України з питань проведення ліцензійної та акредитаційної експертизи (з 2015 по 2021).

### Основні праці
- Современный французский консерватизм. — К., 1990;
- Метафізичні виміри людського буття (Проблеми людини на зламі тисячоліть). — З., 2000;
- Філософія: навч. посіб. — К., 2004;
- Кадровий менеджмент: навч. посіб. — К., 2004;
- Муніципальний менеджмент: навч. посіб. — К., 2004;
- Менеджмент в державних організаціях. — К., 2004[1].

## Нагороди
- Відмінник освіти України (1998);
- Нагрудний знак «Петро Могила» (2008);
- Медаль «За особистий внесок у розвиток міста Запоріжжя» (2010);
- Подяка Міністерства освіти і науки України (2022),
- Грамоти Запорізької міської ради, Запорізької обласної ради, ректора.